# 番正辰雄

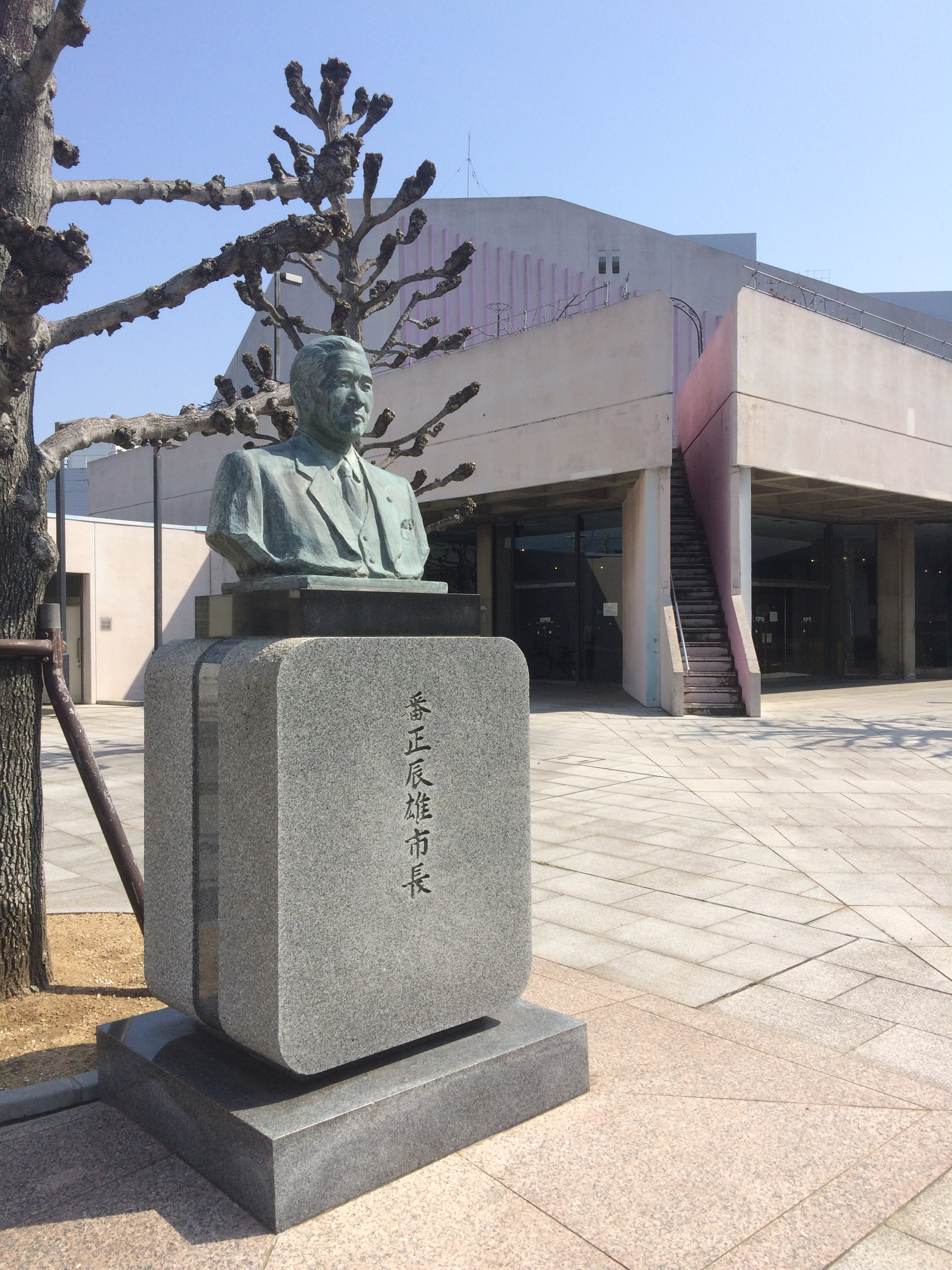
坂出市民ホール前に置かれた番正辰雄の胸像

番正 辰雄（ばんじょう たつお、1916年（大正5年）9月15日 - 1989年（平成元年）4月16日）は、日本の地方政治家。香川県坂出市長に4選され、4期目の在職中に死去した。

## 経歴
1916年、当時の坂出町中央町に生まれる。
名古屋高等工業学校卒業後、1948年に坂出市役所に入り、建設課長などを経て、1967年には助役となった。建設課長在任時には坂出人工土地の開発に関わり、新たな土地買収策を編み出した。この事業には1966年度の日本都市計画学会石川賞（計画設計部門）が贈られ、番正も受賞者の一人となった。
市長としては、瀬戸大橋の着工から開通まで地元自治体として関わり続けたほか、番の州臨海工業団地への企業誘致に尽力した。
しかし、市長4期目在職中の1989年4月16日に死去。同月中に、従五位勲四等旭日小綬章が追贈され、坂出市からは名誉市民の称号が贈られた。
1991年、坂出人工土地の開発地の一隅を占める坂出市民ホール前の広場に、「番正辰雄市長」の胸像が設置された。